# Великий Правутин
Великий Правутин (укр. Великий Правутин) — село в Славутском районе Хмельницкой области Украины.
Население по переписи 2001 года составляло 505 человек. Почтовый индекс — 30055. Телефонный код — 3842. Занимает площадь 1,74 км². Код КОАТУУ — 6823981201.

## Местный совет
30055, Хмельницкая обл., Славутский р-н, с. Великий Правутин